# Liste de joueurs des ligues majeures qui ont frappé 60 coups de circuit en une saison
Il n'y a que cinq joueurs qui ont frappé 60 coups de circuit (home run en anglais) en une saison des ligues majeures de baseball.

## Histoire
Le premier était Babe Ruth en 1927, battant son propre record de 59 circuits établi en 1920.
Le deuxième était Roger Maris qui battait le record de Ruth par un seul coup de circuit en 1961. Cependant, en 1927 la saison était composée de 154 parties, en 1961 ce nombre s'élevait à 162 parties. Maris avait 590 présences au bâton en 1961, en comparaison avec 540 pour Ruth en 1927.
Les records de Maris et de Ruth restaient imbattus pendant 36 ans. En 1998, la guerre des cogneurs entre Sammy Sosa et Mark McGwire a commencé. McGwire avait déjà frappé 58 circuits en 1997, par contre Sosa n'en avait frappé que 36. Mais en 1998, Sosa avait 66 circuits et McGwire en frappait 70 - un nouveau record des ligues majeures. Sosa aurait facilement battu le record de Maris si McGwire n'avait pas battu le record lui-même. En 1999 ils répétaient la guerre en frappant 65 et 63 circuit, McGwire en avait 65. 
En 2001, Barry Bonds frappait 73 coups de circuit. En frappant 62 circuits il a battu le record pour un gaucher. Sosa reste le seul joueur qui a frappé 60 circuits trois fois, bien qu'il n'ait pas mené la ligue aucune de ces trois saisons (battu par McGwire en 1998 et 1999 et par Bonds en 2001). Il a pourtant mené la ligue en 2000 avec 50 circuits.

## Records

### Ligue américaine
- Droitier - Aaron Judge (62)
- Gaucher - Roger Maris (61)

### Ligue nationale
- Droitier - Mark McGwire (70)
- Gaucher - Barry Bonds (73)